# Республіка Сара
Республіка Сара (англ. The Republic of Sarah)  — американський драматичний телевізійний серіал, дебют якого відбувся на The CW 14 червня 2021 року. Серіал був створений Джеффрі Полом Кінгом у головній ролі Стелла Бейкер, Люк Мітчелл, Меган Фоллоуз, Ізабелла Альварес, Ян Дафф, Хоуп Лорен, Ніа Холлоуей, Лендрі Бендер і Форест Гудлак.
Прем'єра серіалу відбулась 14 червня 2021 року на телеканалі The CW. 3 вересня 2021 було закрито після першого сезону.

## Сюжет
Республіка Сара розповідає історію про те, що відбувається, коли спокій міста Греілок, в Нью — Гемпшир перевернуло, знаходять неймовірно цінний мінерал, що використовується в техніці, — виявлений під містом. Підтримувана державою гірнича компанія Lydon Industries намічає плани по видобутку корисних копалин … плани, які включають знищення Герлок з карти. Зі своїми друзями та родиною, яким загрожує втрата дому, непокірна вчителька середньої школи Сара Купер обіцяє зупинити бульдозери Лідона. Після того, як Сара та її друзі виграли голосування, федеральний суддя погоджується, що Грейлок не є — і ніколи не був — частиною Сполучених Штатів, місто стає новою державою. Тепер Сара та її союзники повинні зіткнутися з ще більш грізним завданням: побудувати країну з нуля.

## Актори та персонажі
- Стелла Бейкер — Сара, найвища нью-гемпширця: доброзичлива, люто віддана і завжди готова допомогти. Незважаючи на те, що спочатку вагається бути в центрі уваги, Сара знаходить у собі сміливість активізуватися і відбиватися від зовнішньої сили, яка загрожує знищенням її улюбленої громади.
- Люк Мітчелл — Денні, брата Сари з неспокійним минулим.
- Ізабелла Альварес — Майя, дівчина, яка намагається адаптуватися до життя в новому місті.
- Ян Дафф — Гровера, чоловіка, який працює в місцевій закусочній із страшним минулим.
- Надія Лорен — Корінн, сусідня дівчина та віддана подруга Сари.
- Ніа Холловей — Ей Джей, подруга Сари, яка завжди віддана своїй справі.
- Лендрі Бендер — Белли, студентка Сари.
- Форест Гудлак — Тайлера, вдумливого і милого учня Сари.
- Джон Фінн — наразі невідомо

## Виробництво

### Розробка
Шоу спочатку розроблялося компанією CBS за замовленням пілотного проекту, але мережа передала його. Це призвело до того, що для перезавантаження на CW був найнятий ще один акторський склад. 30 січня 2020 року CW повідомила, що замовила пілот для серії. 12 травня 2020 р. CW повідомили, що пілоту дали зелене світло і канал замов перший сезон який складається з 13 серій.

### Кастинг
У лютому 2020 року стало відомо, що Стелла Бейкер зіграє головну роль у серіалі. Наступного місяця до основного складу приєдналися: Люк Мітчелл, Меган Фоллоуз, Ізабелла Альварес, Ніа Холловей, Хоуп Лорен, Лендрі Бендер, Ян Дафф і Форест Гудлак.

### Зйомки
Зйомки пілота серіалу спочатку повинна була відбутися навесні 2020 року, але була відкладена через пандемію COVID-19.